# یوزف آرگاوئر
یوزف آرگاوئر (آلمانی: Josef Argauer; ۱۵ نوامبر ۱۹۱۰ – ۱۰ اکتبر ۲۰۰۴) مربی فوتبال اهل اتریش بود.
از باشگاه‌هایی که در آن بازی کرده‌است می‌توان به باشگاه ورزشی وینر اشاره کرد. وی سرمربی تیم ملی فوتبال اتریش در جام جهانی فوتبال ۱۹۵۸ بوده‌است.